# Moriyama-ku (Nagoya)
Moriyama (守山区 Moriyama-ku?) es un barrio de la ciudad de Nagoya, en la prefectura de Aichi, Japón. En octubre de 2019 tenía una población estimada de 176.298 habitantes y una densidad de población de 5.184 personas por km². Su área total es de 34,01 km².

## Demografía
Según los datos del censo japonés, esta es la población de Moriyama en los últimos años.
| 1995    | 2000    | 2005    | 2010    | 2015    |
| ------- | ------- | ------- | ------- | ------- |
| 148.919 | 154.460 | 161.345 | 168.551 | 172.845 |